# Гузій Сергій Єфремович
Сергій Єфремович Гузій (7 жовтня 1915, Пії — 13 травня 1987, Жданов) — український радянський господарський діяч, Герой Соціалістичної Праці.

## Біографія
Народився 7 жовтня 1915 року в селі Піях (тепер Миронівського району Київської області) в селянській родині. Влітку 1951 року, перебуваючи у відрядженні в Ставропольському краї, за 25 днів намолотив на комбайні «Сталінець» 8 540 центнерів зернових культур, за що 21 січня 1952 року отримав звання Героя Соціалістичної Праці. В 1956 році закінчив Уманський технікум сільського господарства за спеціальністю «Механізація сільського господарства».
З 13 серпня 1958 по 20 травня 1981 року працював в ЗАТ «Управління механізації» в Жданові начальником дільниці № 2. Брав активну участь в будівництві доменної печі № 4, 5-го мікрорайону, забудови проспекту Будівельників.
Помер 13 травня 1987 року в Жданові.

## Нагороди
Нагороджений орденами Леніна, Вітчизняної війни, медалями.